# آرامگاه هلنا

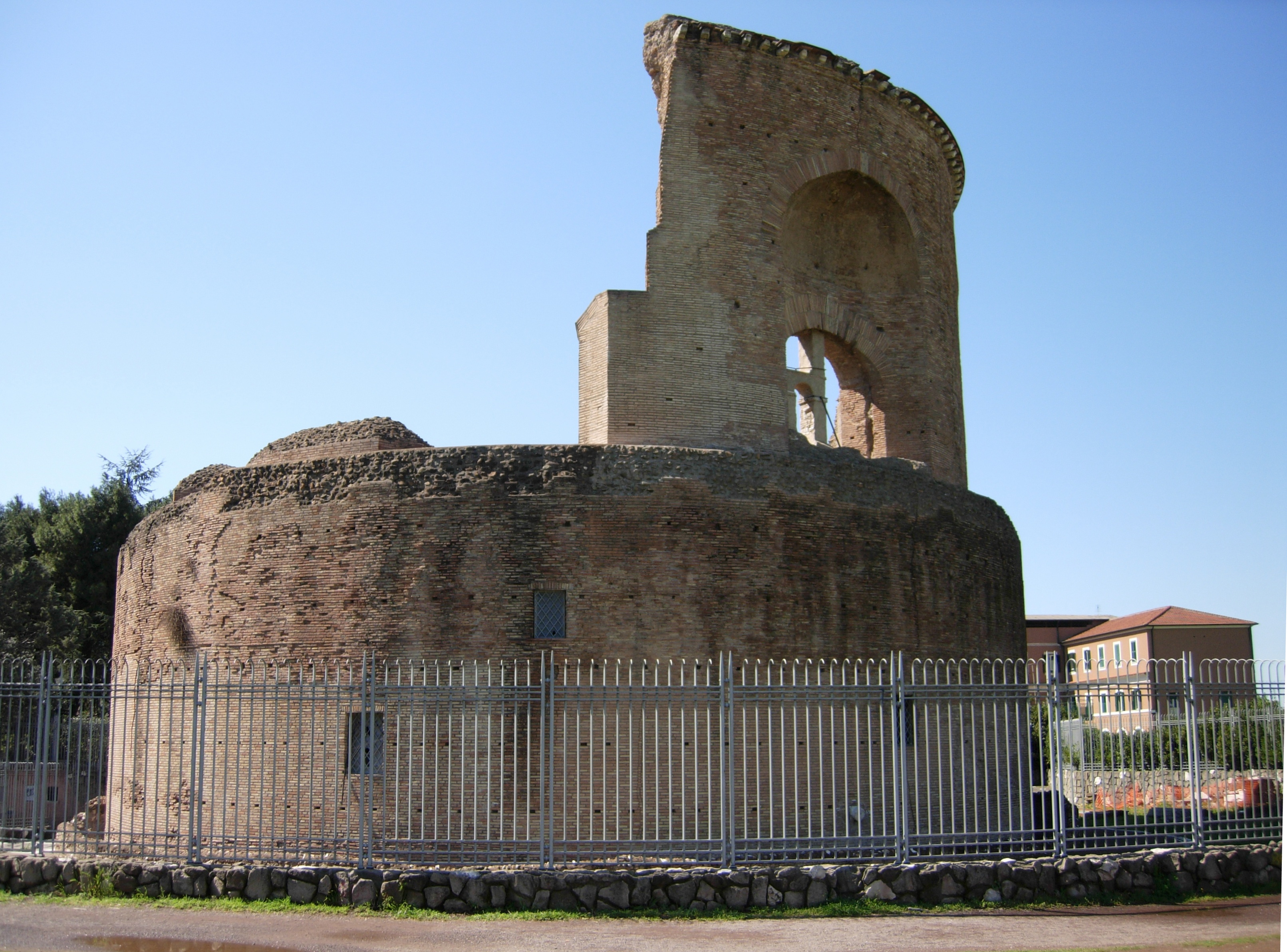
آرامگاه هلنا.

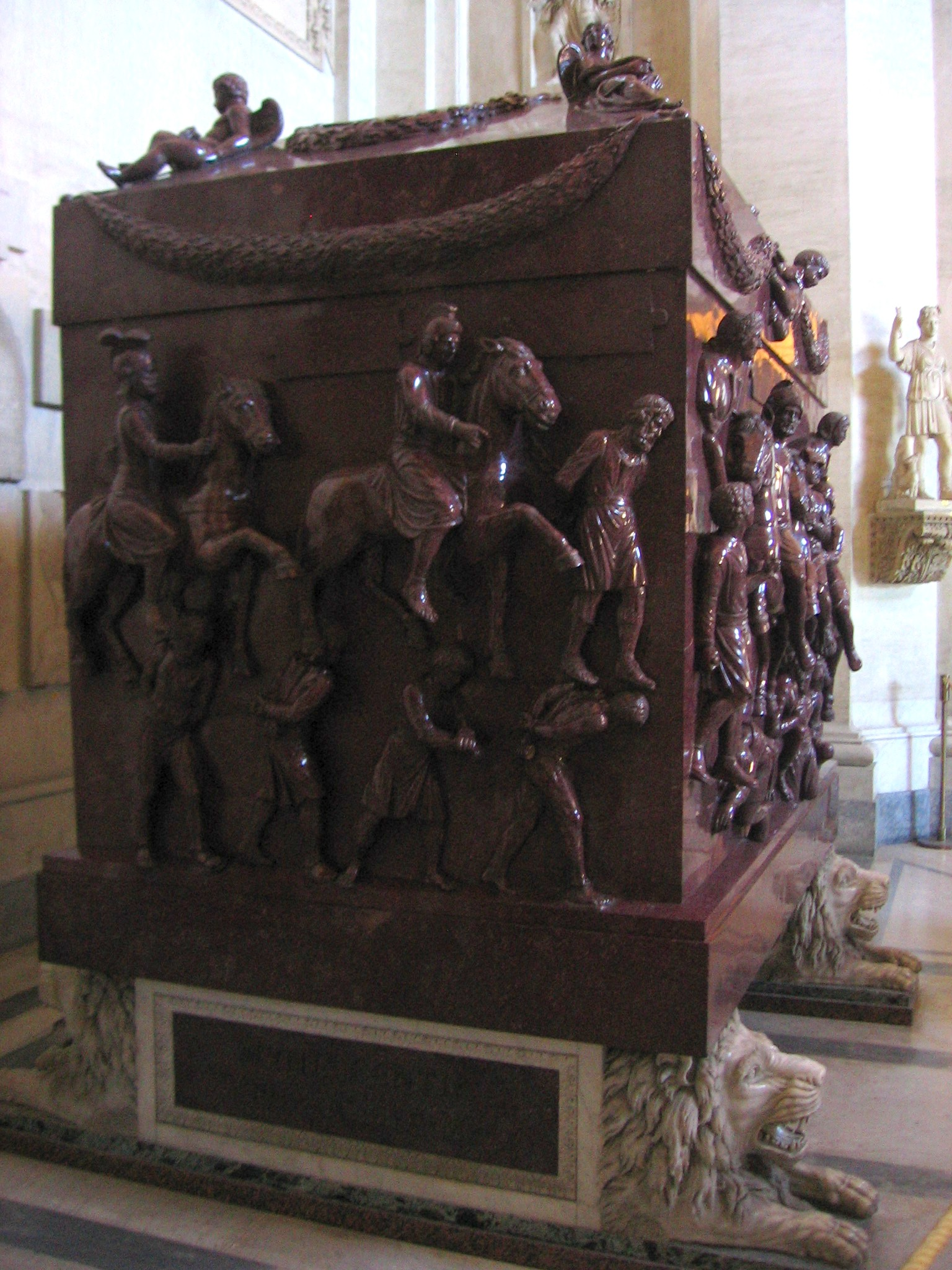
تابوت هلنا.

آرامگاه هلنا (انگلیسی: Mausoleum of Helena) ساختمان باستانی در شهر رم، ایتالیا واقع شده است. این بنا توسط امپراتور روم کنستانتین یکم بین سالهای ۳۲۶ و ۳۳۰ ساخته شده است و در ابتدا به عنوان یک مقبره برای خودش بود، اما بعد به مادر او هلن، که در ۳۲۸ درگذشت اختصاص داده شد.